# Бабушкин, Виктор Фёдорович
Виктор Фёдорович Бабушкин (28 марта 1894 — 12 октября 1958) — русский советский писатель, член Союза писателей СССР (1934), участник Первого съезда советских писателей (1934).
В годы Гражданской войны — рабочий-большевик, активный борец за установление Советской власти в Саратове, начальник губернской милиции (1920).

## Биография
Родился в 1894 году в Саратове в семье литейщика железнодорожных мастерских.
В 11 лет, после окончания трехклассной школы, поступил учеником в слесарную мастерскую.
Работал на фабриках, заводах и мастерских, на пароходах: рабочий-кочегар, масленщик, машинист паровых машин котельщик, литейщик, шахтер, слесарь.
В 1914 году в Саратове, работая в железнодорожных мастерских, вступил в РСДРП(б).
В 1916 г. за активное участие в забастовке был репрессирован, уволен из мастерских и отправлен на фронт.

### Революция и Гражданская война
В апреле 1917 года вернулся в Саратов и вновь поступил в железнодорожные мастерские, как большевик принял активное участие в революционных событиях.
Участвовал в захвате власти в Саратове. Был членом первого большевистского президиума и членом исполкома Совета рабочих и солдатских депутатов.
Участвовал в организации в городе отрядов Красной Армии, в создании губернской милиции. Командовал отрядом в боях с чехословаками.
В 1918 году — начальник охраны в правлении Рязано-Уральской железной дороги.
В 1919 году — комиссар почтового телеграфного округа, начальник штаба обороны Южного фронта, в течение года — командир караульного полка в Саратове.
В 1920 г. он назначен начальником губернской милиции.

### После войны
С 1921 по 1924 годах возглавлял отдел в газете «Саратовские известия», был инициатором и членом редколлегий сатирических журналов «Метла» и «Клещ».
В 1924—1926 годах в Москве заведовал редакцией издательства «Новая деревня».
В 1926 году вернулся в Саратов, активно печатался в приволжских газетах и журналах, в 1925 году вышла первая книга его рассказов. С 1931 года возглавлял саратовский охотничий союз.
в 1934 году направлен делегатом от Саратовского края на Первый съезд советских писателей в Москве. Принят в члены Союза писателей СССР.
В феврале 1935 года исключён из партии как двурушник — за то что скрыл своё участие в 1927—1928 годах в контрреволюционной сапроновской группе, до этого ещё в 1924 году за статью в газете получил выговор по партийной линии, а в феврале 1928 года — строгий выговор с предупреждением за «принадлежность к оппозиции».
Арестован 16 марта 1935 года, 17 июня помещён под подписку о невыезде. Обвинялся по ст. 58-10 УК РСФСР (контрреволюционная агитация и пропаганда). Виновным себя не признал. 11 сентября 1935 года Особым совещанием при НКВД приговорён к трём годам ИТЛ. Срок отбывал в Сиблаге. 11 сентября 1938 года освобождён по отбытии срока наказания.
В 1938—1941 годах работал слесарем на Судостроительном заводе имени Карла Маркса в Астрахани.
С началом Великой Отечественной войны эвакуирован в Актюбинск Казахской ССР, работал слесарем-электросварщиком на Заводе «Большевик».
Награждён медалью «За доблестный труд в Великой Отечественной войне».

К работе относится добросовестно. Работая слесарем по ремонту, он обеспечивает ремонтом вверенные ему агрегаты, из-за чего простоев не бывает. Товарищ Бабушкин за время работы в чугунолитейном цехе обучил группу молодых слесарей, которые сами справляются хорошо со своей работой. Был неоднократно премирован и награжден медалью.— из производственной характеристики на В.Ф. Бабушкина, за подписью директора завода «Большевик» Тылкина
В 1948—1950 годах — механик литейного цеха в городе Энгельсе на Заводе имени Урицкого.

Всю свою жизнь я отдал за победу советской власти, за социализм. Мой сын с 1942 г. по сей день находится в рядах советской армии. Как только я прибыл в ИТЛ в г. Астрахань, я обратился в ЦК партии с просьбой о восстановлении меня в члены партии. Я несколько раз подавал заявления о вступлении в партию, но меня как бывшего заключенного не принимали.— В.Ф, Бабушкин, заявление в комиссию по помилованию при председателе Верховного Совета СССР, 25 июня 1950
В 1954 году восстановлен в партии и в Союзе писателей СССР, а в 1956 году реабилитирован Постановлением президиума Саратовского областного суда.
Умер 12 октября 1958 года, похоронен на Воскресенском кладбище Саратова.

## Творчество
Печататься начал в 1917 году в местных газетах.
В 1925 году вышла его первая книга его рассказов «На Правильную линию», за ней до 1934 года изданы: «В царских погонах», «Жизнь», «С ружьем по лесам и болотам», «Враги» и другие.
Автор рассказов для детей «Кузька, Шарышка и Петр Тимофеевич» (1934, 1969, 1982), «Бакенщик» (1934), «Хромой волк» (1958, 1963).
Рассказы, очерки и фельетоны печатались в различных приволжских, газетах, журналах, альманахах, а также общесоюзных журналах «Октябрь», «Молодая гвардия».
В течение 20 лет — 1934—1954 годов не печатался, но писать не переставал: написал две книги, повесть и много рассказов. С 1954 года произведения писателя вновь стали издаваться.
Последняя книга — «Люди и встречи» издана посмертно в 1959 году.
В 1961 году вышла книга Избранных произведений писателя.

## Критика
О творчестве писателя в Краткой литературной энциклопедии замечено: «Большинство произведений Бабушкина автобиографичны, иногда излишне натуралистичны».

Для художественной манеры Бабушкина характерно резкое распределение света и тени, отчетливость социально-этической характеристики персонажей. Его книги — не спокойная констатация «добра и зла» и их носителей, а гневное наступление на ложь, неправду и ужасы античеловеческого «мира хозяев» и вместе с тем ясное сознание силы и правды людей труда и борьбы. В книгах его нет и тени нарочитой приукрашенности, ходульного героизма, благодушия и самолюбования. В них все прямо и просто. Это — книги наступления…— П.А. Бугаенко, доктор филологических наук, профессор, заведующий кафедрой советской литературы Саратовского государственного университета в 1958 – 1983 гг.

Бабушкин приобщился к тайне типизации без угрожающего отлета фантазии от живых прототипов. Бабушкин — широк и многообразен, как и сама Волга. Так же широки и жизнелюбивы герои книг Бабушкина — рабочие, коммунисты-подпольщики, красноармейцы и комиссары, о которых он рассказывал с предельной правдой, без чуждого зрелым душам сладкого умиления и преувеличенных ужасов.— Г.И. Коновалов, писатель,  Член правления Союза писателей РСФСР в 1958—1965 гг.